# Melittomma pubicolle
Melittomma pubicolle is een keversoort uit de familie Lymexylidae. De wetenschappelijke naam van de soort is voor het eerst geldig gepubliceerd in 1944 door Pic.